# Jean-Victor Harvel Jean-Baptiste
Jean-Victor Harvel Jean-Baptiste ist ein haitianischer Diplomat und seit dem 15. November 2024 Außenminister seines Landes.

## Leben
Im Sommer 1982 legte Jean-Baptiste am Collège Canado Haïtien in Port-au-Prince seinen Schulabschluss ab. Anschließend studierte er an der Fakultät für Ethnologie der Université d’État d’Haïti, wo er einen Abschluss als Bachelor of Science in Psychologie machte.
Von 1986 bis 1989 arbeitete er für die Methodistenkirche, wo er im Koordinationsteam für die Umsetzung eines Programms für politische Bildung mitwirkte. Im Laufe des Jahres 1989 wurde er Mitbegründer des Haitianischen Ökumenischen Zentrums für Maßnahmen in ländlichen und städtischen Gebieten (COHIMRU).
Im Jahr 1990 ging Jean-Baptiste in die Schweiz, um in Genf am Institut de hautes études internationales et du développement ein Diplom in Entwicklungsstudien zu erwerben. Nach Rückkehr nach Haiti im Jahr 1993 wurde Jean-Baptiste zum Generaldirektor im Außenministerium (Ministère des Affaires étrangères et des Cultes; MAEC) ernannt. Nach zwei Jahren in dieser Position ging er von Juli 1995 bis Mai 1996 als Generalkonsul von Haiti nach Montreal (Kanada) und von Juni 1996 bis Januar 2001 als Gesandter-Botschaftsrat und Geschäftsträger a. i. nach Brasilia.
Es folgte eine Verwendung im Zuständigkeitsbereich des Justizministeriums (Ministère de la Justice et de la Sécurité publique; MJSP) als Generalinspekteur der Police Nationale d’Haïti (PNH). Gleichzeitig wurde er Mitglied der Präsidialkommission für die abschließende Klärung offener Fragen zu der haitianisch-dominikanischen Grenze (CPRD).
Von März 2003 bis Juni 2004 wurde er als Gesandter-Botschaftsrat an die Botschaft Haitis in Madrid (Spanien) versetzt. Nach einer Beurlaubung aus persönlichen Gründen diente er von 2006 bis 2009 im Leitungsstab des Außenministers im MAEC
Im September 2009 wurde er Gesandter-Botschaftsrat in der Botschaft Santiago de Chile. Von März 2011 bis Oktober 2012 fungierte er als Geschäftsträger a. i. und von Oktober 2012 bis Mai 2016 als außerordentlicher und bevollmächtigter Botschafter von Haiti in Chile. Als solcher war er in Peru und Bolivien nebenakkreditiert.
Im Mai 2016 wurde Jean-Baptiste zum Ständigen Vertreter bei der Organisation Amerikanischer Staaten (OAS) in Washington ernannt. Dieses Amt bekleidete er bis August 2017, als er erneut im Rang eines Generaldirektors in das Außenministerium nach Port-au-Prince zurückgerufen wurde.
Von November 2021 bis Juni 2024 war er als Leiter des persönlichen Kabinetts von Außenminister Jean Victor Généus tätig. Vor seiner Ernennung zum Minister war er ab August 2024 Kabinettschef des Vorsitzenden des präsidentiellen Übergangsrats (CPT; Leslie Voltaire).

## Auszeichnungen
- Großkreuz des Verdienstordens von Chile[2]

## Veröffentlichungen
- Jean-Victor Harvel Jean-Baptiste: Le Diner: étiquette et bonnes manières. In: Série Le Guide du Diplomate. Ambos editores, 2014, ISBN 978-956-8725-08-2.